# 에이지 오브 엠파이어 3: 대전사
에이지 오브 엠파이어 3: 대전사(Age of Empires III: The WarChiefs, TWC)는 앙상블 스튜디오에서 제작하고 마이크로소프트 게임 스튜디오에서 발행한 실시간 전략 시뮬레이션 게임 에이지 오브 엠파이어 3의 첫 번째 확장팩이다. 북미(미국·캐나다)에서는 2006년 10월 17일에 발매되었다. 미국의 독립전쟁을 배경으로 이로쿼이, 아즈텍, 수족의 세가지 아메리카 원주민 문명과 기존 유럽 국가들의 혁명 업그레이드가 추가되었다.
이후 2007년 10월 23일에 아시아를 배경으로 하는 두 번째 확장팩 에이지 오브 엠파이어 3: 아시아 왕조(Age of Empires III: The Asian Dynasties)가 출시되었다.

## 종족 특징
- 아즈텍: 보병만 생산이 가능하다 ,전사양성소도 그냥 양성소와 고급 전사양성소로 나뉜다.
- 수족: 포병을 제외한 유닛들을 생산이 가능하다 또한 인구수 200의 상태로 시작을 하며 집의 역할을 하는 천막의 경우 유닛의 체력을 2배 높인다.
- 이로쿼이: 모든 계열의 유닛을 생산 할 수 있고 집의 역할을 하는 공동주택의 경우 인구수 15증가와 감시초소처럼 공격을 할 수 있다.

## 추가 유닛,건물
에이지 오브 엠파이어 3: 대전사에 추가된 유닛과 건물이다.

### 공통 건물
- 불의제단 : 주민들을 배치시켜 공격력 상승, 생산속도 증가, 경험치증가 등의 버프효과를 얻는다.

### 이로쿼이족 유닛
- 아이나 궁병 : 일반적으로 에이지 오브 엠파이어 3의 석궁병과 같은 성질을 가지며 식량이 100만 들고 체력이 낮지만 보병에 강한 궁병.

- 토마호크 : 도끼를 던지는 보병. 보병에게 역시 강하다.

- 숲의 정찰병 : 이로쿼이 척후병. 사정거리가 길며 은폐 기술을 구사한다.

- 켄야 기마 전사 : 이로쿼이 경기병.

- 머스킷총기병 : 이로쿼이 총기병. 기병에 강하다.

- 경량포 : 이로쿼이의 대포.

- 맨틀리트 : 이로쿼이의 공성 유닛.

- 공성 전사 : 공성망치를 쓰는 이로쿼이의 또다른 공성 유닛 건물만 공격할 수 있다.

- 치료사 : 이로쿼이의 치료사.

- 항목
- 대전사 : 이로쿼이 원거리 탐험가,저격 스킬을 사용할 수 있고 보물 감시자를 자기 편으로 끌어들일 수 있다.

### 수족 유닛
- 세탄 궁사 : 아이나 궁병과 같은 성질을 가지는 궁병.

- 와키나 소총수 : 수족 척후병.

- 곤봉 전사 : 수족 장창병.

- 라이플 기병 : 수족 총기병.

- 도끼 기병 : 수족 경기병.

- 단궁 기병 : 수족 궁기병.

- 늑대 전사 : 수족 근접 중기병 홈시티에서 수송하거나 불의 제단에서 생산할 수 있다.

- 대전사 : 수족 근접 기마 탐험가, 보물 감시자를 자기 편으로 끌어들일 수 있다.

### 아즈텍 유닛
- 주술사 : 아즈텍의 치료사 처음 시작할 때 한마리를 주며 홈시티나 불의제단에서 생산가능 불의 제단에 배치할 경우 주민 두명분이 됨.

- 미세우알틴 : 볼라를 던지는 아즈텍 투석병(投石兵).

- 활의 용사 : 아즈텍 용사. 포병이 없는 아즈텍에서 공성유닛 역할을 맡는다.

- 퓨마 창병 : 아즈텍 창병.

- 독수리 기동 용사 : 아즈텍 용사. 창을 던지며 주민에 강함

- 재규어 정찰 용사 : 아즈텍 용사.

- 코요테 기동 전사 : 아즈텍 전사. 기병이 없는 아즈텍에서 기병과 같은 속도로 인해 기병 역할을 맡는다.

- 해골 용사 : 강력한 아즈텍 용사. 불의 제단에서만 생산 가능

- 대전사 : 아즈텍 근접 탐험가, 보물 감시자를 자기편으로 끌어들일 수 있다.

### 추가 용병
- 엘메티 : 이탈리아의 기사로 체력이 매우 높다.

- 퓨질리어 보병 : 이동 속도가 빠르고 공격력이 타 보병들보다 높은 스웨덴의 고급 총보병.

- 무적 사석포 : 이탈리아의 대포로 체력, 공격력이 높지만 매우 비싸다.

- 닌자 : 일본의 자객. 탐험가, 대전사 및 용병에게 강하다. (차후 생기는 수도승과도 강하다.)

## 평가
| 평가 |        |
| --- | ------ |
| 통합 점수 통합사 점수 메타크리틱 80/100 [ 1 ] 평론 점수 평론사 점수 1UP.com A [ 2 ] 유로게이머 6/10 [ 3 ] 게임스팟 7.8/10 [ 4 ] 게임스파이 4.5/5 [ 5 ] IGN 8.2/10 [ 6 ] |        |
| 통합 점수 |        |
| 통합사 | 점수   |
| 메타크리틱 | 80/100 |
| 평론 점수 |        |
| 평론사 | 점수   |
| 1UP.com | A      |
| 유로게이머 | 6/10   |
| 게임스팟 | 7.8/10 |
| 게임스파이 | 4.5/5  |
| IGN | 8.2/10 |